# McDougal (Arkansas)
McDougal es un pueblo ubicado en el condado de Clay en el estado estadounidense de Arkansas. En el Censo de 2010 tenía una población de 186 habitantes y una densidad poblacional de 192,02 personas por km².

## Geografía
McDougal se encuentra ubicado en las coordenadas 36°26′12″N 90°23′27″O / 36.43667, -90.39083. Según la Oficina del Censo de los Estados Unidos, McDougal tiene una superficie total de 0.97 km², de la cual 0.97 km² corresponden a tierra firme y (0%) 0 km² es agua.

## Demografía
Según el censo de 2010, había 186 personas residiendo en McDougal. La densidad de población era de 192,02 hab./km². De los 186 habitantes, McDougal estaba compuesto por el 94.09% blancos, el 0.54% eran afroamericanos, el 0% eran amerindios, el 0% eran asiáticos, el 0.54% eran isleños del Pacífico, el 1.08% eran de otras razas y el 3.76% pertenecían a dos o más razas. Del total de la población el 1.08% eran hispanos o latinos de cualquier raza.